# ميغيل أنخيل بينيتيز
ميغيل أنخيل بينيتيز (بالإسبانية: Miguel Ángel Benítez Pavón)‏ (مواليد 19 مايو 1970) هو لاعب كرة قدم. يلعب مع منتخب باراغواي لكرة القدم. سبق له أن لعب في كأس العالم لكرة القدم مع منتخب بلاده.

## روابط خارجية
- ميغيل أنخيل بينيتيز على موقع الاتحاد الدولي (مؤرشف)  (الإنجليزية)
- ميغيل أنخيل بينيتيز على موقع الاتحاد الأوربي (الإنجليزية)
- ميغيل أنخيل بينيتيز على موقع قاعدة بيانات كرة القدم.إي يو (الإنجليزية)
- ميغيل أنخيل بينيتيز على موقع ناشيونال فوتبول تيمز (الإنجليزية)
- ميغيل أنخيل بينيتيز على موقع عالم كرة القدم.نت (الإنجليزية)